# Oakbrook
Oakbrook és una concentració de població designada pel cens dels Estats Units a l'estat de Kentucky. Segons el cens del 2000 tenia 7.726 habitants.

## Demografia
Segons el cens del 2000, Oakbrook tenia 7.726 habitants, 2.926 habitatges, i 2.206 famílies. La densitat de població era de 915 habitants/km².
Dels 2.926 habitatges en un 38,7% hi vivien nens de menys de 18 anys, en un 67,2% hi vivien parelles casades, en un 6,3% dones solteres, i en un 24,6% no eren unitats familiars. En el 20,8% dels habitatges hi vivien persones soles el 4,3% de les quals corresponia a persones de 65 anys o més que vivien soles. El nombre mitjà de persones vivint en cada habitatge era de 2,64 i el nombre mitjà de persones que vivien en cada família era de 3,1.
Per edats la població es repartia de la següent manera: un 27,9% tenia menys de 18 anys, un 6,4% entre 18 i 24, un 36% entre 25 i 44, un 22,8% de 45 a 60 i un 7% 65 anys o més.
L'edat mediana era de 34 anys. Per cada 100 dones de 18 o més anys hi havia 93,7 homes.
La renda mediana per habitatge era de 62.023 $ i la renda mediana per família de 72.083 $. Els homes tenien una renda mediana de 51.202 $ mentre que les dones 32.446 $. La renda per capita de la població era de 27.575 $. Entorn de l'1,2% de les famílies i l'1,1% de la població estaven per davall del llindar de pobresa.

## Poblacions més properes
El següent diagrama mostra les poblacions més properes.